# 中部国際空港駅
中部国際空港駅（ちゅうぶこくさいくうこうえき）は、愛知県常滑市セントレアにある、名古屋鉄道（名鉄）空港線の駅。同線の終着駅である。駅番号はTA24。駅名標にはセントレアの副表記がある。
駅名の通り、中部国際空港の最寄り駅で、第1ターミナルに隣接・直結している（第2ターミナルへは連絡通路を介しての接続となり、徒歩で7分を要する）。英語での駅名はCentral Japan International Airport Stationである（3500系や3100系などの車両貫通扉上部に設置されているLED式車内案内表示機では「International」を「Int'l」と略した表記となる。なお、3300系及び3150系の初〜中期車や5000系、2200系などの客用扉上部に設置されているLED式車内案内表示機は「Cen.Japan Airport」表記となる）。ただし、中部国際空港の英語名は「Chubu Centrair International Airport」である。
当駅の施設は、空港線の第三種鉄道事業者である中部国際空港連絡鉄道が保有している。

## 歴史
- 2004年（平成16年）10月16日：空港関係者限定で暫定開業。
- 2005年（平成17年）
  - 1月29日：一般旅客向け営業開始。空港開業前のため旅客ターミナルビルへは入場できなかったものの、1万4000人の利用客が訪れた
  - 2月17日：中部国際空港が開港。開港当日は名鉄の当初予測を7割上回る5万2000人が空港線を利用した。
- 2006年（平成18年）4月29日：ダイヤ改正に伴い新1番線ホーム（ミュースカイ専用ホーム）の使用を開始[3]。これにより、2面2線を2面3線に拡張[3]。
- 2011年（平成23年）2月11日：ICカード「manaca」の利用が可能となる。
- 2012年（平成24年）2月29日：トランパスの使用を終了。

## 駅構造
2面3線の頭端式ホームを持つ高架駅。ホームはすべて8両編成まで対応している。駅自体は2面4線での運用を前提として設計されている。開業当時は両端に線路が敷かれず、新1番ホームもまだ稼動していなかったため内側の2線のみで営業されていたが、輸送力増強のため、2006年（平成18年）4月29日のダイヤ改正で旧1番線（現2番線）の東側に建設されたホームドア設置のミュースカイ専用の新1番線を新設した。これに伴い、旧1・2番線は2・3番線へと改称された。なお、4番線に相当する部分には線路が敷かれておらず、今のところ増設する予定はない（立入禁止とはなっていない）。1番線にはミュースカイしか入線しないが、他社の有料特急専用ホームとは異なり、中間改札はない。改札口は頭端部にある1ヶ所のみで、改札内に階段、エレベーター、エスカレーターなどはない（エレベーターなどは駅施設の外にある。駅の周辺にある設備はほとんどが三菱製）。
海上にある駅であり、また「鈴鹿おろし」と呼ばれる強風が吹き込むのを防止し、冷暖房効率を上げるためにホームはガラス壁（フルスクリーンタイプのホームドアに近いが、2・3番線のものは自由に出入り可能）で覆われている。また、第1ターミナル利用の場合は機内まで段差無しで接続されており（第2ターミナルはボーディング・ブリッジがないのでタラップでの乗降になる）ホームから出発カウンターまでカートが利用できるようになっている。ユニバーサルデザインに対応した駅である。

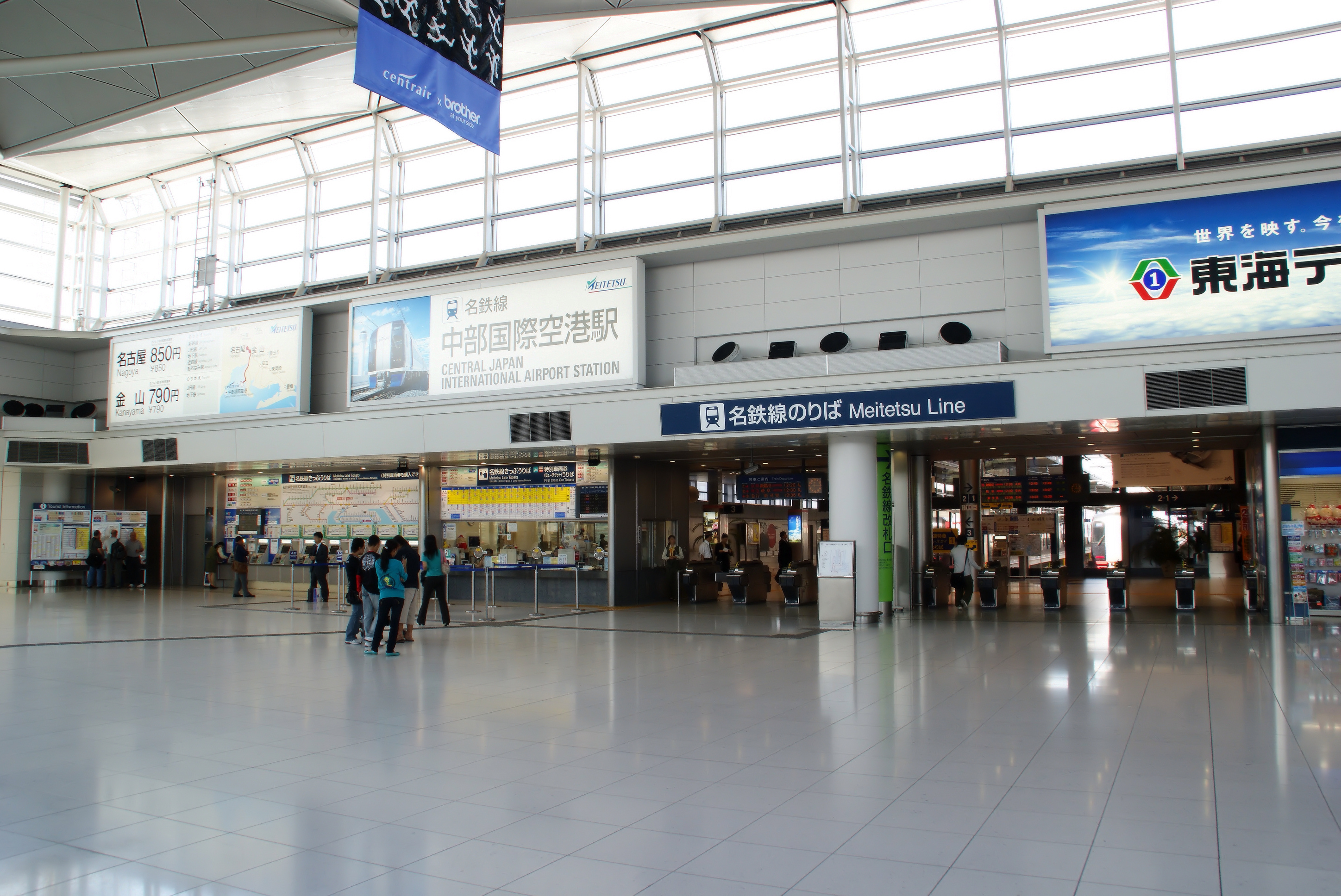
改札口
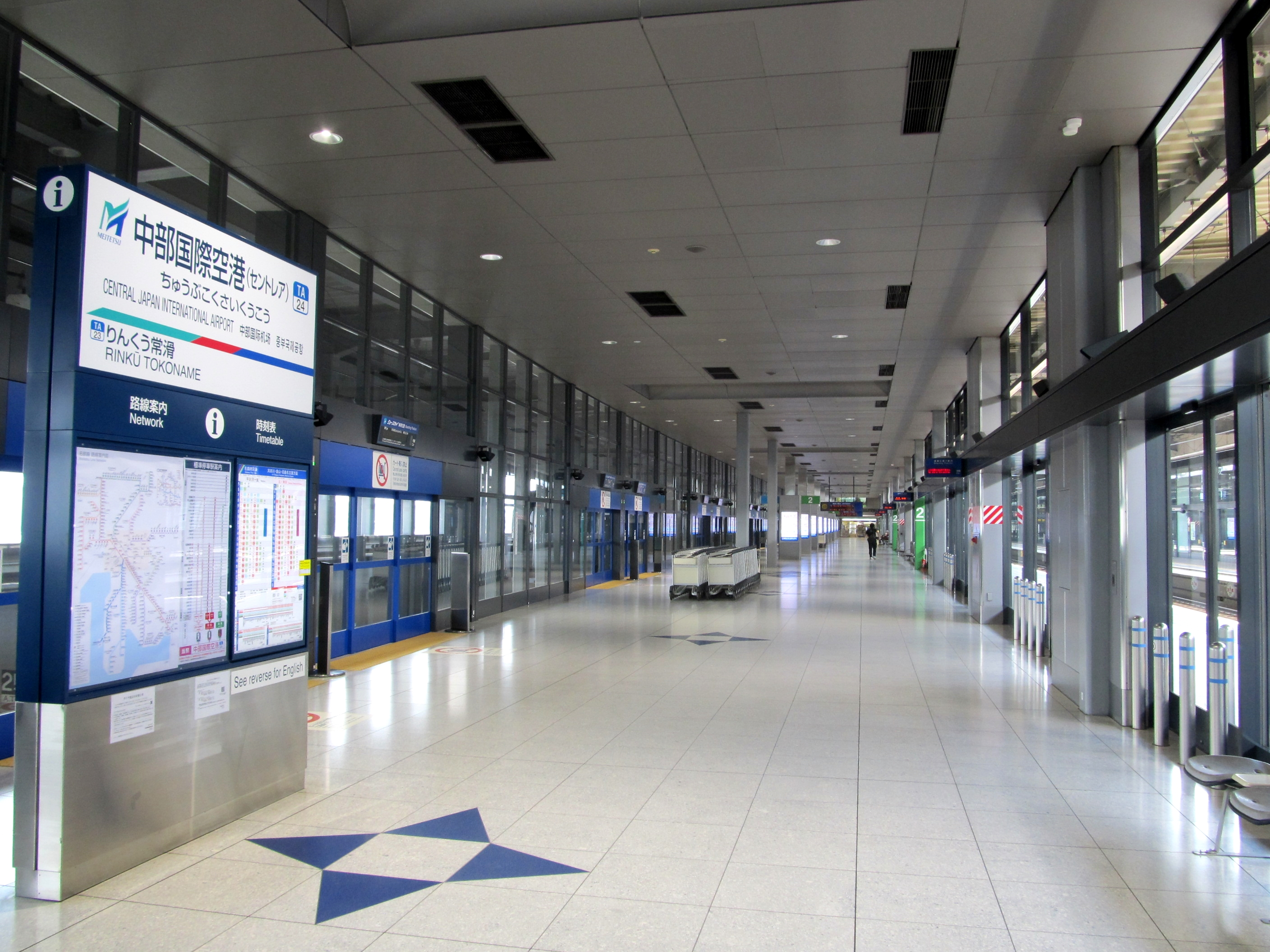
1・2番線ホーム（ガラス壁内部）
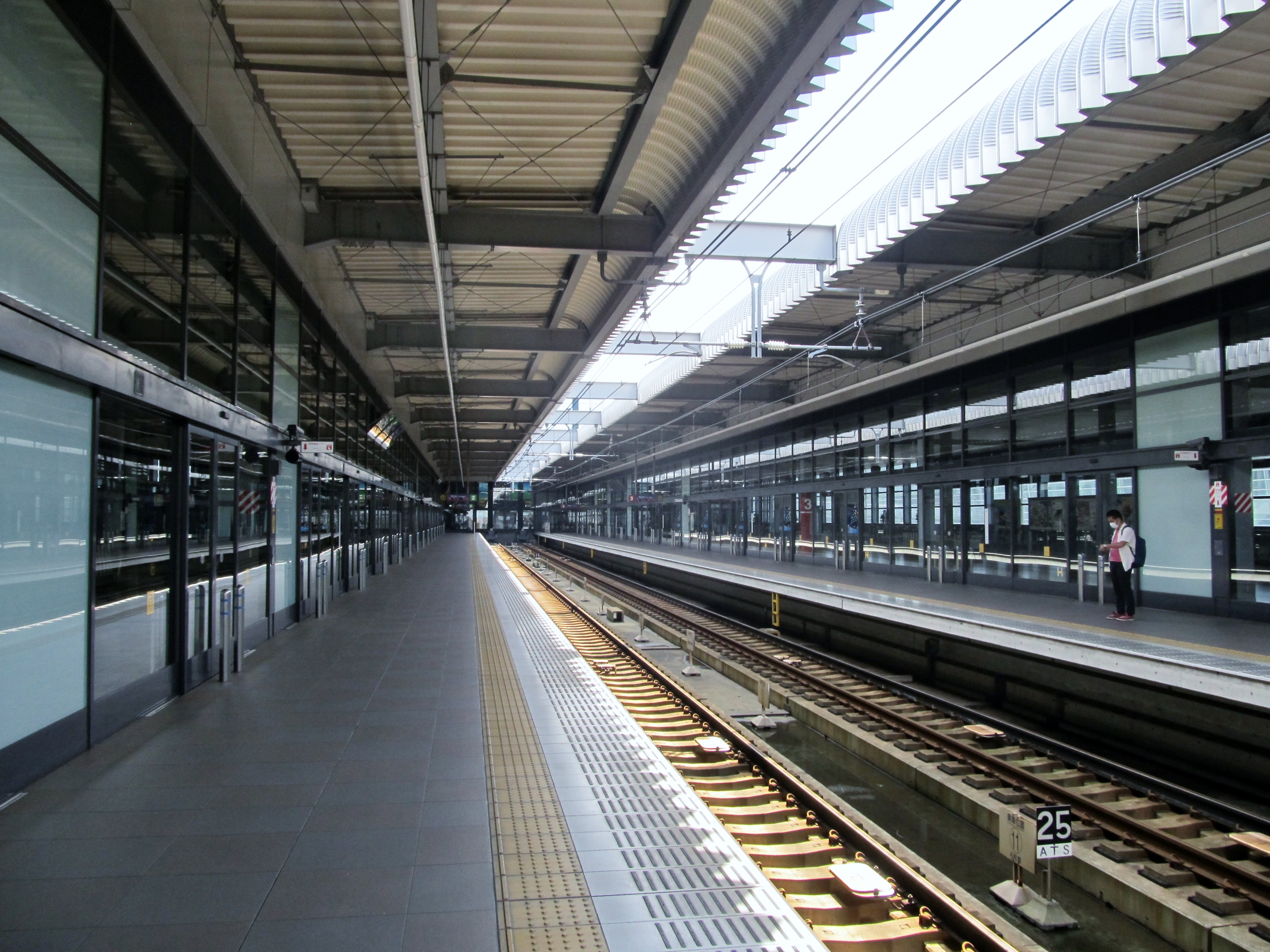
2・3番線ホーム（ガラス壁外部）
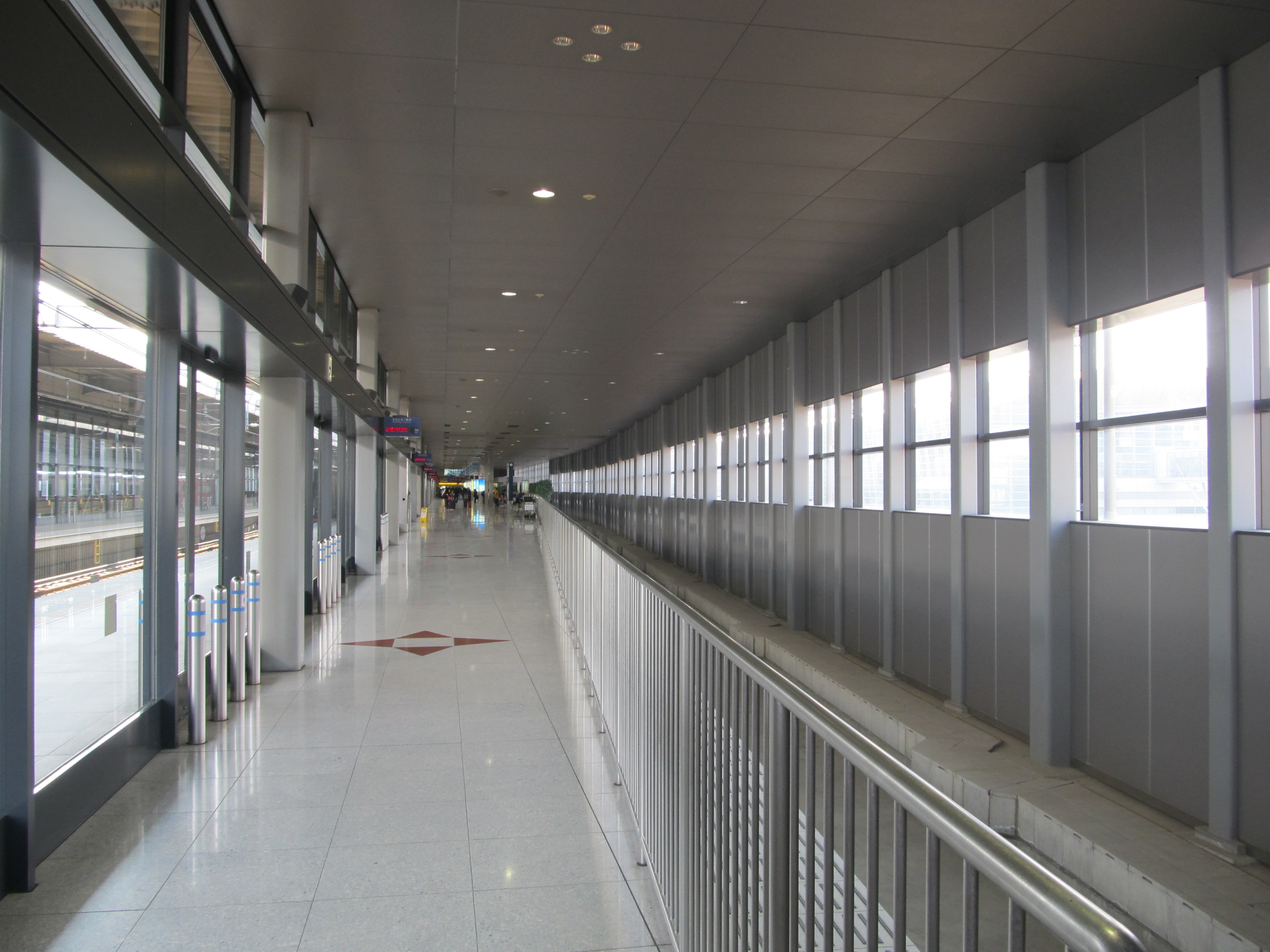
4番線用用地
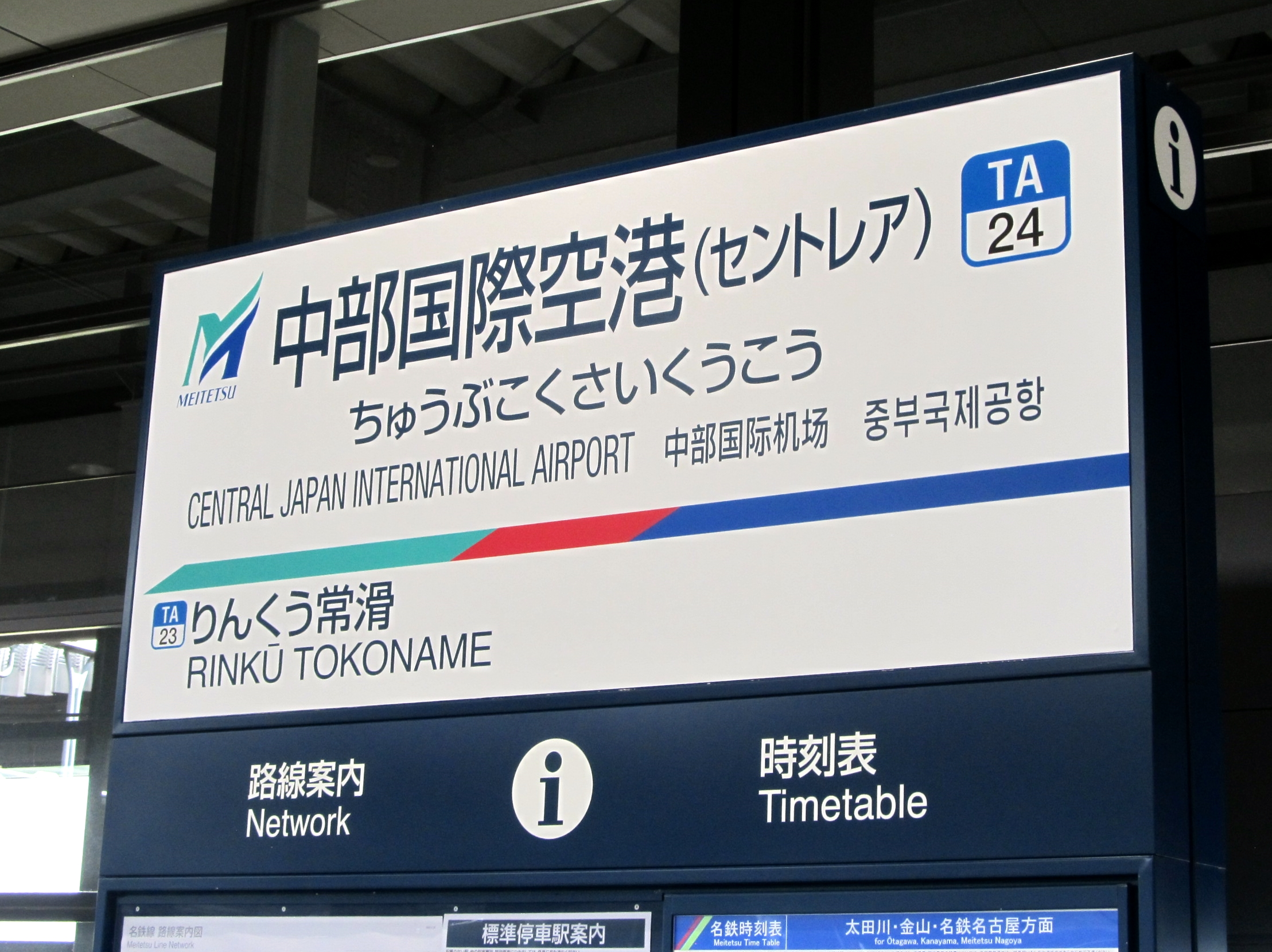
多言語対応の駅名標

| 番線 | 路線      | 種別                         | 行先                         |
| ---- | --------- | ---------------------------- | ---------------------------- |
| 1    | TA 空港線 | ■ ミュースカイ               | 太田川・金山・名鉄名古屋方面 |
| 2・3 | TA 空港線 | 特急・快急・急行・準急・普通 | 太田川・金山・名鉄名古屋方面 |

日中ダイヤでは毎時07分・37分にミュースカイ（毎時07分発は名鉄名古屋行きまたは名鉄岐阜行き、毎時37分発は名鉄名古屋行きまたは新鵜沼行き）、17・47分に特急（名鉄岐阜行き）、22・52分に準急（新鵜沼行き）が発車しており、夕方以降はこれらに加え29・59分（平日の一部は28・58分）に普通（太田川行き）も発車している。なお、準急は聚楽園駅で後続のミュースカイを待避する。日中は普通列車の発車がない（折り返し時間がないため太田川方面から到着した普通列車は常滑駅まで回送）ため準急通過駅に行くには特急または準急を利用し常滑駅で乗り換えとなる。逆に夕方などは普通列車が到着しない（到着の普通列車と同様に折り返しの時間がないため常滑駅から回送）ため準急通過駅から来るには常滑駅で特急または準急に乗り換える必要がある。
自動放送は1番線と3番線が男声、2番線が女声である。当駅は名鉄では数少ない、英語放送が流れる駅である（2019年（令和元年）頃より、名鉄名古屋駅や金山駅でも流れるようになった）。
μstar stationは駅構内には設置されておらず、アクセスプラザ内のファミリーマートに設置されている。
2018年（平成30年）にホーム入口にある番線表示が色分けされるようになった（1番線：青、2番線：緑、3番線：赤）。これに合わせたのか、準急は2番線、特急は3番線から発車することが多くなっている。なお、普通に関しては、常滑方面からの当駅止まり→回送列車が2番線、回送列車→当駅始発列車(太田川行きや金山行など)が3番線から発車することが多かったが、2024年（令和6年）3月16日のダイヤ改正で、16時台から21時台に発車する普通が2番線に変更された。

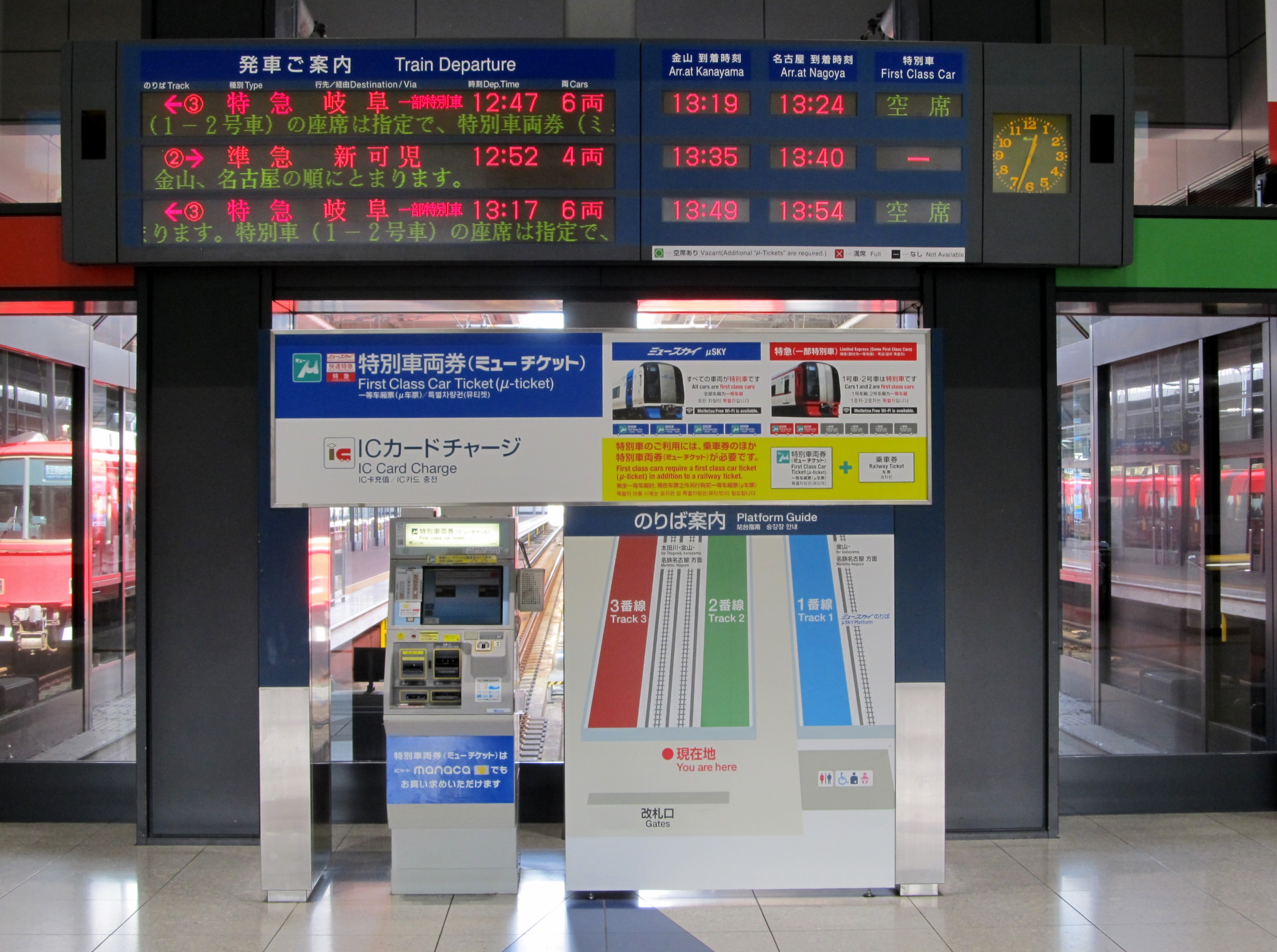
のりば案内
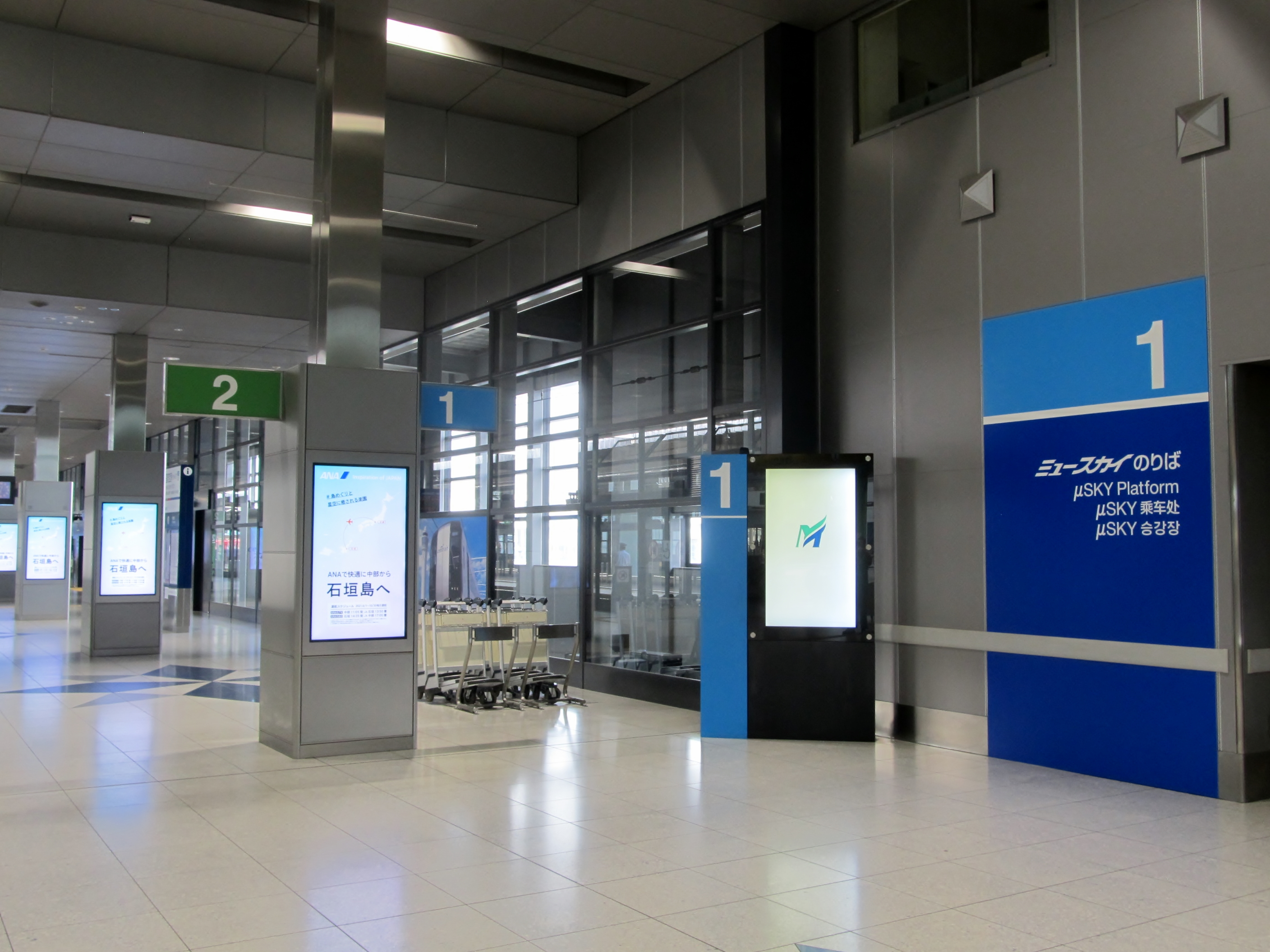
1番線
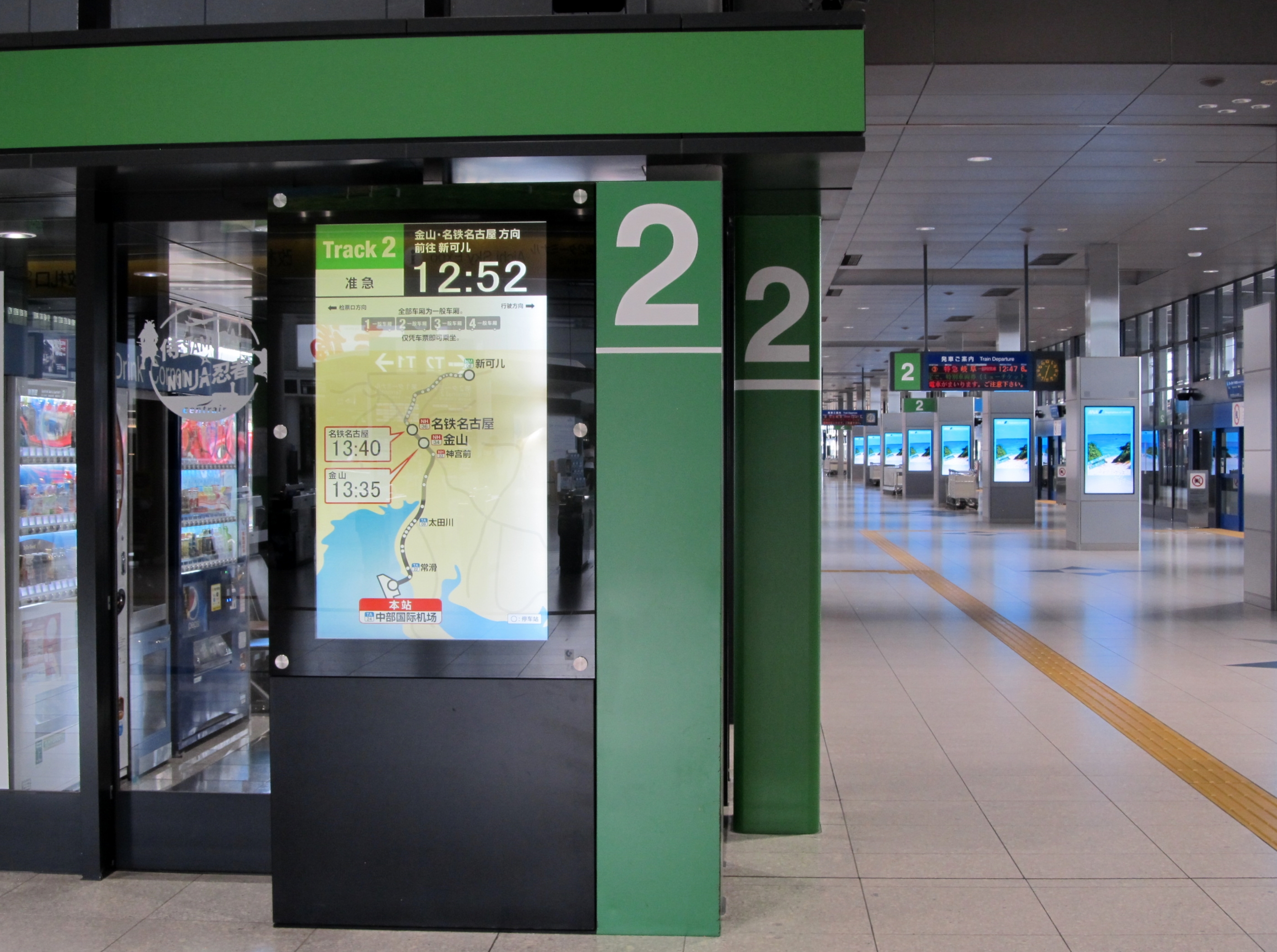
2番線
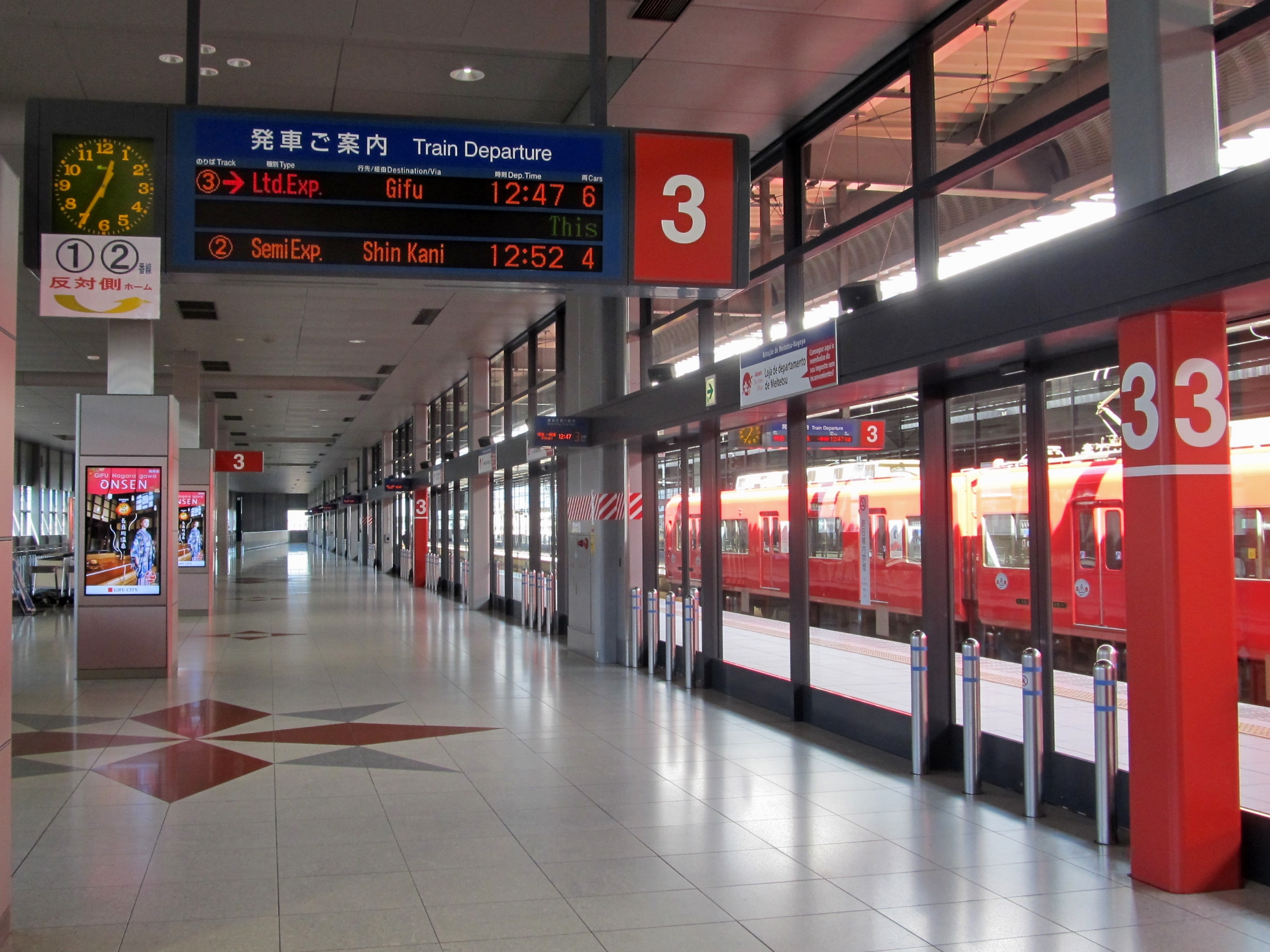
3番線

### 配線図
| ← 常滑・ 名鉄名古屋方面 | 中部国際空港駅 構内配線略図 |  |
| 凡例 出典:              |                             |  |

## 利用状況
- 「移動等円滑化取組報告書」によれば、2023年度の1日平均乗降人員は23,928人である[7]。

- 『名鉄120年：近20年のあゆみ』によると2013年度当時の1日平均乗降人員は22,311人であり、この値は名鉄全駅（275駅）中16位、常滑線・空港線・築港線（26駅）中2位であった[8]。

- 「とこなめの統計」によると2016年度の1日平均乗降人員は24,485人である。開業以降の1日平均乗降人員は下表のとおりである。

| 年度               | 1日平均乗降人員 | 1日平均乗降人員 | 1日平均乗降人員 |
| 年度               | 定期            | 定期外          | 合計            |
| ------------------ | --------------- | --------------- | --------------- |
| 2004年（平成16年） | 5,628           | 23,744          | 29,372          |
| 2005年（平成17年） | 8,190           | 19,323          | 27,513          |
| 2006年（平成18年） | 8,150           | 16,793          | 24,943          |
| 2007年（平成19年） | 8,532           | 16,685          | 25,217          |
| 2008年（平成20年） | 8,028           | 15,727          | 23,755          |
| 2009年（平成21年） | 7,424           | 13,770          | 21,194          |
| 2010年（平成22年） | 7,162           | 13,732          | 20,894          |
| 2011年（平成23年） | 7,274           | 13,500          | 20,774          |
| 2012年（平成24年） | 7,466           | 14,057          | 21,523          |
| 2013年（平成25年） | 7,330           | 14,981          | 22,311          |
| 2014年（平成26年） | 7,330           | 15,246          | 22,576          |
| 2015年（平成27年） | 7,828           | 15,918          | 23,746          |
| 2016年（平成28年） | 8,104           | 16,381          | 24,485          |

常滑線・空港線の駅では神宮前駅に次いで2番目に利用客が多い。2020年（令和2年）度はコロナ禍で航空機の利用が激減したため当駅の利用客も大きく減少していた。2019年度以降はAichi Sky Expoの開業を受け、当駅における新たな需要もある。

## 駅周辺

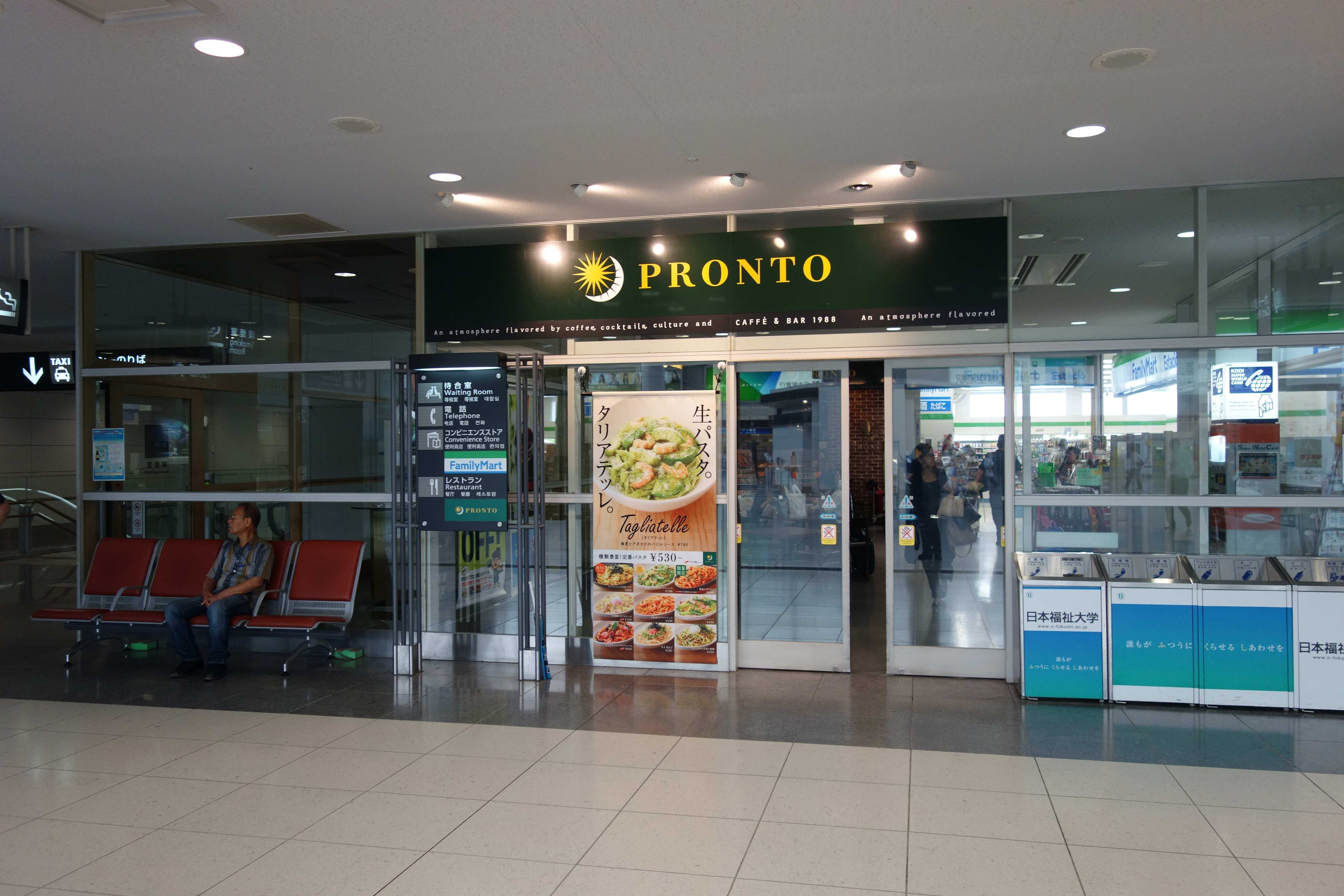
セントレアホテルプラザ

駅は空港島内にあり、周辺に住宅はない。
愛知県国際展示場（Aichi Sky Expo）
- 2019年（令和元年）8月30日開業

中部国際空港（セントレア）
- スカイタウン・スカイデッキ
  - アリス ダイニング（展望レストラン）
  - レンガ通り・ちょうちん横丁
- ロイヤルフードコートエアポートオアシス
- ローソン

中部国際空港アクセスプラザ
- ファミリーマート
- 空港バスターミナル

セントレアホテル
- セントレアホテルプラザ（改札口正面）
  - プロント
  - ファミリーマート

東横イン中部国際空港店
- グリーンサイドとオレンジサイドに分かれている。立地は同じ場所。

## 隣の駅
名古屋鉄道
TA 空港線
□ミュースカイ（9時以降発車の上り列車と全ての下り到着列車）
神宮前駅 (NH33) - 中部国際空港駅 (TA24)
□ミュースカイ（9時以前発車の上り列車）・■特急・□快速急行
常滑駅 (TA22) - 中部国際空港駅 (TA24)
■急行・■準急・■普通
りんくう常滑駅 (TA23) - 中部国際空港駅 (TA24)